# Прекрштавање
Прекрштавање је назив за поновно крштење које се врши у одређеним случајевима, приликом верских прелаза из једне у другу хришћанску заједницу. Иако крштење представља јединствен и непоновљив чин, поделе међу разним хришћанским заједницама су током историје довеле до међусобног оспоравања и непризнавања ваљаности крштења. Стога је приликом верских прелаза из једне у другу заједницу понекад вршено и прекрштавање, односно поновно крштење које је сматрано ваљаним, док је претходно крштење проглашавано ништавним. 
Појам прекрштавање се понекад користи и у ширем контексту, за означавање преласка из једне у другу хришћанску заједницу независно од питања да ли је том приликом извршено и понављање обреда крштења. Међутим, таквом употребом се одступа од основног значења овог појма, што може довести до непрецизности и забуна, поготово приликом превођења на стране језике.
Прекрштавање такође не треба мешати са покрштавањем, пошто се прекрштавање врши приликом верских прелазака унутар хришћанства, док се покрштавање односи на примање хришћанства у склопу напуштања претходне вере.

## Историја
Током историје хришћанства, вођене су честе расправе о ваљаности крштења и оправданости прекрштавања. Тако је током 4. и 5. века у више наврата разматрано питање о признавању или непризнавању аријанског крштења. По правилу, ако је нека заједница сматрана јеретичком, њено крштење није признавано, а ако је дотична заједница била само расколничка, онда је крштење у основи сматрано ваљаним и није понављано. Након Великог раскола (1054) исто питање се поставило и у склопу односа између православља и католицизма. Тим поводом је дошло до знатних разлика у поступању приликом прелазака из једне у другу заједницу, тако да су прелази понекад вршени путем прекрштавања, односно поновног крштења, док је у другим случајевима захтевано само исповедање нове вере, без понављања обреда крштења.